# 李悊
李 悊（り てつ、生没年不詳）は、中国の北周から隋にかけての武人。唐の高祖李淵の従兄にあたる。本貫は隴西郡狄道県。

## 経歴
北周の朔燕恒三州刺史・襄武県公の李蔚（李虎の七男）の子として生まれた。大象2年（580年）、楊堅が北周の丞相となると、李悊は儀同の位を受けた。李悊の伯父の梁州刺史李璋が、北周の趙王宇文招とともに楊堅の殺害を謀り、李悊をその陰謀に誘った。李悊は兄の李安と相談し、ひそかに楊堅に報告した。まもなく李悊は上儀同の位を受け、黄台県男に封ぜられた。
開皇元年（581年）、隋が建てられると、李悊は開府儀同三司・備身将軍に任ぜられ、順陽郡公に封ぜられた。兄の李安とともに禁衛をつかさどり、文帝（楊堅）の信頼も厚かった。仁寿元年（601年）、衛州刺史として出向した。後に事件に連座して官爵を剥奪され、嶺南に流される途中に病没した。唐が建てられると、済南王に追封された。
子に李瑋・李瑗があった。

## 伝記資料
- 『隋書』巻五十 列伝第十五
- 『北史』巻七十五 列伝第六十三
- 『旧唐書』巻六十 列伝第十
- 『新唐書』巻七十八 列伝第三